# Пам'ятки історії Городоцького району
У Городоцькому районі Львівської області нараховується 20 пам'яток історії.
| #  | назва | датування                           | адреса                                              | охоронний номер | Номер і дата рішення                            |
| -- | --- | ----------------------------------- | --------------------------------------------------- | --------------- | ----------------------------------------------- |
| 1  | Місце бою з турецько-татарськими загарбниками (пам., XIX ст., камінь)                                                                  | 1524 р., 1672 р                     | м. Комарне, по дорозі до сіл Грімне і Кліцько       | 320             | рішення облвиконкому № 183 від 05.05.1972       |
| 2  | Місце, де були страчені учасники антифеодального повстання «Коліївщина» (худ.-мем. табл., ск. М. Посікіра, арх. М. Санич, 1970, чавун) | 1768—1769 рр.                       | м. Городок, майдан Гайдамаків                       | 1460            | рішення облвиконкому № 183 від 05.05.1972       |
| 3  | Місце, де були страчені учасники антифеодального повстання «Коліївщина» (худ.-мем. табл., ск. А. Галян, 1970, чавун)                   | 18.09. 1768 р.                      | м. Комарне, пл. І. Франка                           | 1461            | рішення облвиконкому № 183 від 05.05.1972       |
| 4  | Братська могила січових стрільців П. Штогрима, І. Кулика (пам., 1989, з/бетон)                                                         | 1918 р.                             | с. Бартатів, біля старої церкви (дерев'яної)        | 1462            | рішення облвиконкому № 249 від 21.05.1991       |
| 5  | Меморіал українських січових стрільців (пам., ск. Степаняк, М. Сікора, арх. Ю. Волощак, 1990)                                          | 1918 р.                             | м. Городок, кладовище                               | 1463            | розпорядження голови ЛОДА № 236 від 11.03.2001  |
| 6  | Братська могила січових стрільців (пам., 1918, камінь)                                                                                 | 1918 р.                             | с. Завидовичі, старе кладовище                      | 1464            | рішення облвиконкому № 249 від 21.05.1991       |
| 7  | Братська могила воїнів УГА (пам., ск. М. Дмитрів, 1993, пісковик)                                                                      | лютий-березень 1919 р.              | с. Вовчухи, біля кладовища                          | 1465            | розпорядження голови ЛОДА № 528 від 19.07.1995  |
| 8  | Могила січового стрільця Козака Миколи (пам., 1990, бронза, мармурова крихта)                                                          | травень 1919 р.                     | с. Коропуж, кладовище                               | 1466            | розпорядження голови ЛОДА № 528 від 19.07.1995  |
| 9  | Братська могила радянських воїнів (пам., 1950, мармурова крихта)                                                                       | 29 червня 1941 р., 27 липня 1944 р. | смт Великий Любінь, вул. Львівська, у центрі селища | 328             | рішення облвиконкому № 183 від 05.05.1972       |
| 10 | Дільниця на кладовищі, де поховані радянські воїни (8 — бр., 88 — індивід. могил, пам., ск. А. Шуляр, 1968, мармурова крихта)          | липень 1944 р., 1950 р.             | м. Городок, міське кладовище                        | 325             | рішення облвиконкому № 183 від 05.05.1972       |
| 11 | Братська могила жертв фашизму (пам., 1968, мармурова крихта, з/бетон)                                                                  | 1941—1943 рр.                       | м. Городок, біля дороги до с. Керниця               | 326             | рішення облвиконкому № 183 від 05.05.1972       |
| 12 | Кладовище, де поховані радянські воїни (3 бр. й 22 індивід. могили; пам., 1951, мармурова крихта, бетон)                               | червень 1941 р., липень 1944 р.     | м. Комарне, пл. І.Франка                            | 327             | рішення облвиконкому № 183 від 05.05.1972       |
| 13 | Братська могила жертв репресій (пам., ск. П. Дзиндра, 1991, мармурова крихта, камінь)                                                  | 26 червня 1941 р.                   | м. Комарне, кладовище                               | 1467            | розпорядження голови ЛОДА № 528 від 19.07.1995  |
| 14 | Братська могила жертв репресій (пам., арх. В. Воркун, 1990, камінь)                                                                    | 1939—1941 рр.                       | с. Мшана, пл. Соколів                               | 1468            | розпорядження голови ЛОДА № 528 від 19.07.1995  |
| 15 | Будинок, в якому жив і працював Лесь Мартович, український письменник (худ.-мем. табл., ск. В. Липовий, 1971, бронза)                  | 1899—1903 рр.                       | м. Городок, вул. Мартовича,3                        | 1469            | рішення облвиконкому № 183 від 05.05.1972       |
| 16 | Пам'ятник на честь скасування панщини (1848, вапняк)                                                                                   | 1848 р.                             | с. Завидовичі, старе кладовище                      | 1470            | рішення облвиконкому № 249 від 21.05.1991       |
| 17 | Пам'ятник на честь скасування панщини (1990, камінь)                                                                                   | 1848 р.                             | с. Зашковичі, центр села                            | 1471            | рішення облвиконкому № 249 від 21.05.1991       |
| 18 | Пам'ятник на честь скасування панщини (1848, камінь)                                                                                   | 3 травня 1848 р.                    | с. Коропуж                                          | 1472            | рішення облвиконкому № 249 від 21.05.1991       |
| 19 | Пам'ятник жертвам репресій (пам., ск. М. Дмитрів, арх. В. Сколоздра, 1996, мармурова крихта, бронза)                                   |                                     | м. Городок, вул. Львівська                          | 1473            | розпорядження голови ЛОДА № 1039 від 06.10.1997 |
| 20 | Пам'ятник жертвам репресій (пам., ск. І. Самотос, арх. В. Каменщик, 2000, бронза, граніт)                                              |                                     | с. Малий Любінь                                     | 1474            | розпорядження голови ЛОДА № 236 від 11.03.2001  |